# Avivamiento de Asbury de 2023
El avivamiento de Asbury de 2023 se refiere al servicio sin fin que empezó en la Universidad Asbury en Wilmore (Kentucky). Esta reunión inició después de que los estudiantes se ingresaran espontáneamente en el Auditorio Hughes después de un servicio de capilla programado regularmente el 8 de febrero de 2023. La noticia del fenómeno se difundió rápidamente en las redes sociales y en las publicaciones cristianas en línea. Por ejemplo, B. J. Oropeza escribió "El avivamiento actual en Asbury: Sintiendo la presencia de Dios". Este evento especial ha sido comparado con otros similares en que ocurrieron años atrás en Asbury, hubo uno que ocurrió en 1970, que tuvo consecuencias de gran alcance en el metodismo, la cultura estadounidense y en el crecimiento del movimiento de Jesús. Este servicio de adoración se destaca por su uso de las redes sociales, siendo el primero que ocurre en la era digital ya que los participantes son principalmente miembros de Generación Z.

## Historia
La Universidad de Asbury es una universidad privada afiliada al movimiento wesleyano de santidad. La asistencia a la capilla es requerida para los estudiantes en ciertos días de la semana. 
El miércoles 8 de febrero de 2023, el reverendo Zach Meerkreebs predicó un mensaje basado en Romanos 12 respecto al amor, teniendo en cuenta que el amor de Dios en el creyente es el que permite amar a los demás, un puñado de estudiantes permanecieron en la capilla después del servicio y Zach decidió regresar. La presidente del cuerpo estudiantil, Alison Perfater, fue una de las que permanecieron, y dijo a Tucker Carlson que un compañero estudiante decidió confesar abiertamente algunos de sus pecados al pequeño grupo, entonces 'la atmósfera cambió'. Según Perfater: "Aparentemente, sin razón el culto del miércoles 8 de febrero no terminó. Esa es la parte logística de lo que ha estado sucediendo. En el lado más profundo de las cosas, lo que ha estado sucediendo aquí desde el miércoles es que hay un joven ejército de creyentes que se están levantando para reclamar el cristianismo, la fe, como propia, como una generación joven y como una generación libre, y es por eso que la gente no puede tener suficiente." 
Inicialmente solo las publicaciones estudiantiles y los círculos metodistas compartieron las noticias del evento. Asbury tiene una historia de 'avivamientos', la universidad menciona los de 1905, 1908, 1921, 1950, 1958, 1970, 1992 y 2006.
El de 1970 en Asbury tuvo efectos culturales de largo alcance, y fue el eje de la construcción de la identidad espiritual de Asbury.  El 'avivamiento' ha sido descrito como tranquilo y algunos comentaristas han notado la ausencia de muchas de las características de adoración contemporánea. El avivamiento es además significativo debido a su difusión en las redes sociales, particularmente entre la Generación Z, la generación más irreligiosa en la historia de Estados Unidos.  Para el 18 de febrero, las vistas florecieron a 63 millones.
Las respuestas ante este mover han sido reportadas en otras universidades, diferentes denominaciones tales como metodistas, bautistas, y episcopales colaboraron en su propagación.
Los visitantes contaron a The Washington Post historias de "milagros y sanidades" que presenciaron en el evento, junto con la hospitalidad sin precedentes de los locales y los estudiantes.

## Cuestionamientos
Algunos cristianos se han alegrado de este mover y le han llamado avivamiento defendiéndolo, teniendo en cuenta que: 
- No fue liderado por famosos.
- Surgió de repente.
- Mantenía una alabanza sencilla sin extravagancia.
- Hay testimonios de sanidades.

Mientras que por otro lado, otros grupos cristianos se han negado a reconocerlo como un avivamiento con cuestionamientos como:
- Se basa más en cantos que en predicación del evangelio.
- Los moveres de años anteriores parecieron manipulados.
- Hay eventos basados en la emoción.
- Es diferente a avivamientos bíblicos como el de Nínive.

Existen otros sectores intermedios que dicen que para reconocer un avivamiento es necesario que transcurran varios años para ver los frutos de arrepentimientos genuinos y cambios en la sociedad.

## Cronología de los eventos
| Cita                  | Evento | Notas |
| --------------------- | --- | --- |
| 8 de febrero de 2023  | Los estudiantes universitarios permanecen en el auditorio después de la conclusión de un servicio de capilla por la mañana para la oración. El primer informe del avivamiento está en el periódico estudiantil, 'The Asbury Collegian.' Hay noticias de los fenómenos difundidos en las redes sociales a través de las cuentas personales de los estudiantes.                                                                                      | Las similitudes se notan inmediatamente con un mover similar en Asbury en 1970. |
| 9 de febrero de 2023  | Los estudiantes permanecen en el auditorio durante toda la noche. El avivamiento continúa en su segundo día. | Se estima que el aforo cae a 50 personas en su punto más bajo en la noche. |
| 10 de febrero de 2023 | Los estudiantes permanecen en el auditorio durante todo el día. Los estudiantes comienzan a establecer estaciones de café. Mientras que los no estudiantes están presentes, los participantes parecen estar formados en gran parte por el cuerpo estudiantil. El evento recibe cobertura de los medios locales. | Las imágenes en línea del auditorio lo muestran en su capacidad total. |
| 11 de febrero de 2023 | La alabanza continúa en su cuarto día. Las multitudes comienzan a colmar el Auditorio Hughes mientras continúa la cobertura de los medios locales. | Las imágenes en línea del auditorio lo muestran con su capacidad desbordada. |
| 12 de febrero de 2023 | El avivamiento continúa en su quinto día. Se observan autobuses y furgonetas de iglesias y otras instituciones religiosas que llegan a Asbury para el avivamiento. La capilla Estes del Seminario Teológico de Asbury, así como la capilla McKenna y otros edificios en el campus están abiertos para las multitudes desbordantes. | |
| 13 de febrero de 2023 | El culto continúa en su sexto día continuo. La Capilla Estes del Seminario Teológico de Asbury continúa estando abierta para multitudes desbordadas. | |
| 13 de febrero de 2023 | Los seminaristas en el seminario teológico de Virginia dirigen el servicio del Pacto de Wesley en respuesta al culto de Asbury y también los estudiantes de la Universidad de Cedarville realizan un servicio de adoración. | El evento fue organizado por la Sociedad Metodista de la Iglesia Episcopal de acuerdo con un anuncio en Twitter. La Universidad de Cedarville es una institución afiliada a la Iglesia Bautista. |
| 14 de febrero de 2023 | El culto continúa en su séptimo día continuo. | |
| 14 de febrero de 2023 | Al menos otras 22 instituciones viajan a Asbury para el avivamiento. Algunas de estas instituciones lo hicieron a título oficial, mientras que otras fueron apariciones no oficiales de estudiantes y profesores. Los estudiantes de la Universidad de Campbellsville y la Universidad de Lee permanecen en adoración en respuesta al mover de Asbury.                                                                                             | Campbellsville es una institución afiliada a la Iglesia Bautista, mientras que Lee es una universidad afiliada a la Iglesia de Dios en Cleveland. |
| 15 de febrero de 2023 | Octavo día de alabanza ininterrumpida. El evento recibe cobertura de The Washington Post. Se desbordan los servicios regulares de la capilla del Seminario de Asbury. El Auditorio Hughes es cerrado por estudiantes de Asbury para todas las personas mayores de 26 años, una decisión tomada para priorizar las voces de la Generación Z. Se establece una transmisión simultánea del Auditorio Hughes en las capillas Estes y McKenna.          | |
| 15 de febrero de 2023 | Los estudiantes en Universidad de Samford permanecen en la adoración en respuesta al avivamiento según un anuncio del presidente de la universidad en Twitter. Los estudiantes permanecen en adoración desde entonces. | Samford es una institución afiliada a la Iglesia Bautista. |
| 16 de febrero de 2023 | Noveno día consecutivo. Se anunció que el Auditorio Hughes estaría cerrado de 1:00 AM a 12:00 PM y que las transmisiones en línea están prohibidas. La Universidad de Ausbury establece un cronograma para el avivamiento, publicado en su sitio web. La Universidad marca el 24 de febrero como fecha final para los servicios que se realizan en el campus de Asbury. Asbury envía una carta a los padres de los estudiantes respecto al evento. | |
| 17 de febrero de 2023 | Después del servicio regular de la capilla de la universidad, el Auditorio Hughes se abre al público de nuevo dando prioridad a los menores de 25 años (Generación Z). A las 5pm, la Iglesia Bautista de la Libertad, acudió para servir a los miles que hacían fila en el frío esperando entrar al Auditorio. | Las imágenes del dron muestran filas de varias cuadras después de que el Auditorio Hughes estuviera lleno. |
| 18 de febrero de 2023 | El avivamiento continúa a lo largo de su undécimo día. Las preocupaciones de seguridad sobre "decenas de miles" de visitantes aumentan tanto por parte del gobierno como de funcionarios de Asbury. | |
| 19 de febrero de 2023 | Día 12. Último día de servicios nocturnos para el público. | |
| 20 de febrero de 2023 | Día 13. Finalizan los cultos en la universidad de Asbury. Se realiza un último servicio a la 1PM. El Dr. Brown, presidente de la Universidad de Asbury, dijo que era momento de terminar con el servicio donde miles de personas se reunieron para orar, en la capilla de la universidad. | Wilmore (Kentucky) es una pequeña ciudad de 6000 habitantes que estaba recibiendo más visitantes su población total. Esto estaba generando complicaciones que alertaron a las autoridades. Algunos estudiantes de la universidad estaban siendo afectados en sus compromisos escolares debido a este evento. |
| 21 de febrero de 2023 | La universidad anuncia que el servicio será movido para acomodar a la gran multitud que espera ingresar, aunque no informa el nuevo lugar. | |
| 24 de febrero de 2023 | La universidad anuncia que no se programarán más cultos mediante la Universidad de Asbury. | |